# علي مكر ريس
علي مكر رئيس كان بحارًا ورسّام خرائط عثمانيًا عاش في القرن السادس عشر. لا توجد معلومات حول أين ومتى ولد أو مات، علي مكار رئيس، ولعله قد انخرط في حركات الجهاد البحري أو عمل قرصانًا لصالح العثمانيين.
بعد وفاة سليمان القانوني، اعتلى سليم الثاني العرش. في ذلك الوقت، بدأ علي مكر رئيس خدمته في البحرية العثمانية بناءً على دعوة سليم، وقد عمل قائدًا لإحدى سفن المنطقة الوسطى للبحرية العثمانية أثناء معركة ليبانتو.
تُعد مجموعة الخرائط السبع التي اكتملت في عام 1567 أهم أعمال علي مكر رئيس. تُعرف هذه الخرائط اليوم باسم أطلس علي مكر رئيس وتتكون من خرائط إلى البحر الأسود، والبحر الأبيض المتوسط الشرقي، وإيطاليا، والبحر الأسود الغربي، وشبه الجزيرة الأيبيرية، والجزر البريطانية، والساحل الأطلسي لأوروبا، وبحر إيجه، وغرب الأناضول، واليونان والعالم.